# لانتيرن إنترتينمنت
لانتيرن إنترتينمنت هو استوديو أفلام مستقل أمريكية تأسست عام 2018، قامت بشراء أصول شركة واينستين وذلك بعد أن أشهرت الأخيرة إفلاسها.